# Quartier Solazur (Tarbes)
 Solazur est un quartier de la ville de Tarbes, dans le département français des Hautes-Pyrénées, situé à l'ouest de la ville.
Une partie de Solazur est classée quartier prioritaire, avec 2 188 habitants en 2020.

## Géographie
Le quartier est situé à l'ouest de la ville, entre les quartiers de Mouysset à l'ouest, d'Urac-Sendère au nord et de La Gespe à l'est.
En limite ouest il est parcouru par le ruisseau de l'Échez.

## Morphologie urbaine
Le secteur comprend une grande majorité de tours et de barres HLM, en majorité construites au milieu des années 1960. Le reste du quartier est essentiellement urbanisé par des pavillons et des maisons traditionnelles. La partie sud-ouest est occupée par le grand ensemble universitaire.

## Évolution démographique
| 2012  | 2015  | 2019  |
| ----- | ----- | ----- |
| 1 970 | 2 112 | 2 091 |

## Noms de certaines rues du quartier
- Avenue d'Azereix longe la partie sud du quartier.
- Boulevard du Général de Lattre de Tassigny délimite la partie est.

## Parcs et places
- Parc Raymond-Erraçarret.

## Enseignement

### École maternelle et élémentaire
- École publique Pablo-Neruda.

### Établissements d'enseignement supérieur
- École nationale d'ingénieurs de Tarbes.
- Institut universitaire de technologie de Tarbes.
- Observatoire Midi-Pyrénées.

## Infrastructures

### Sportives
- Stand de tir.

### Résidence
- Lotissement Array Dou Sou, résidence pavillonnaire de plus de 100 logements.

## Personnalités liées au quartier
- Edmond Lay, architecte qui a redessiné le quartier avec la création d'Array Dou Sou et de tout le pôle universitaire.

## Transports
C'est l'entreprise Keolis qui exploite les lignes urbaines de bus de Tarbes, depuis le 17 octobre 2020.